# استیگ هولمکویست
استیگ هولمکویست (فنلاندی: Stig Holmqvist; ۱۳ فوریهٔ ۱۹۳۶ – ۶ آوریل ۲۰۲۰) بازیکن فوتبال اهل فنلاند بود.
وی همچنین در تیم ملی فوتبال فنلاند بازی کرده‌است.